# Westenholte

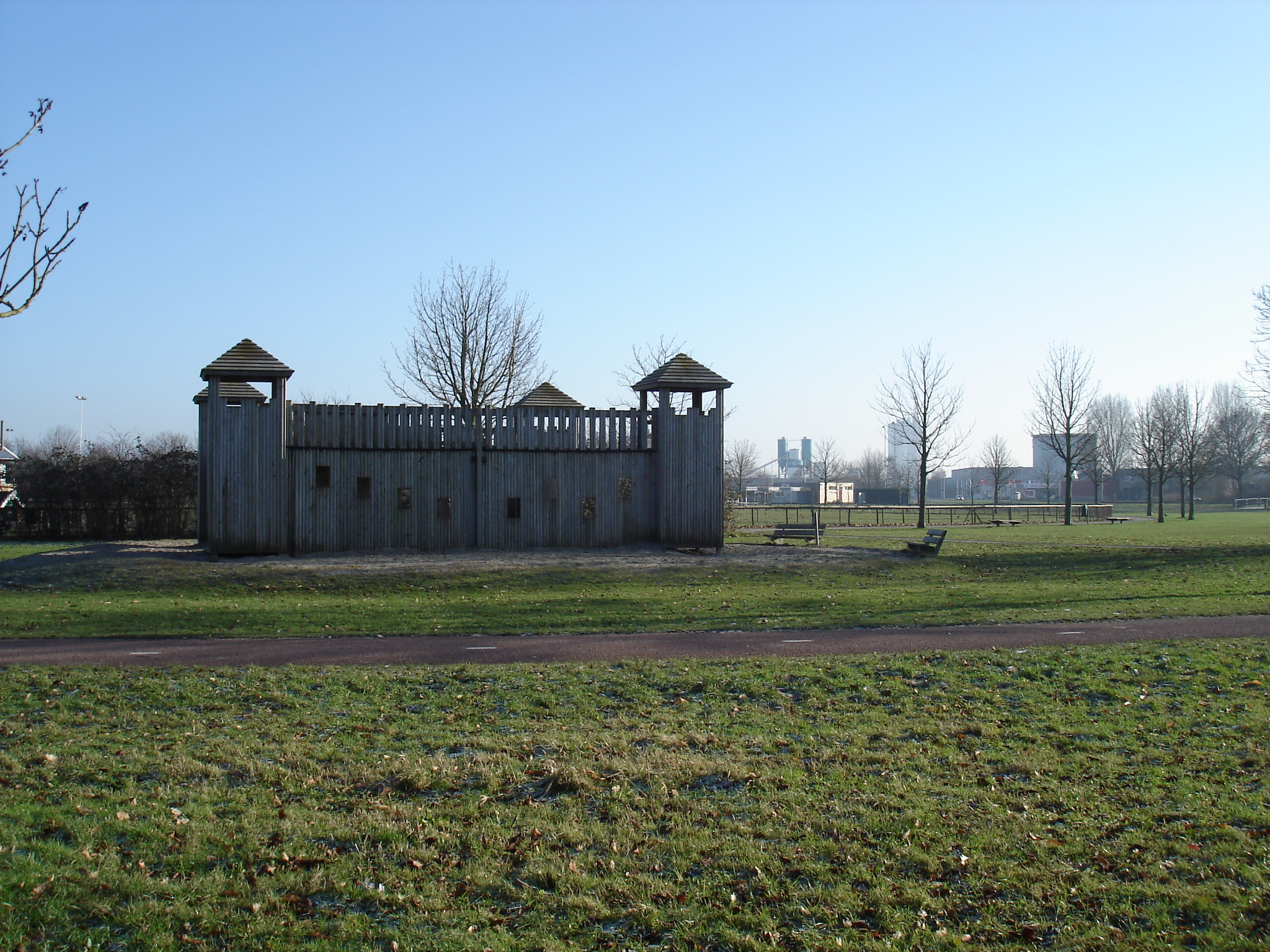
Stins, Stinspark met een knipoog naar het verleden: een speelkasteel voor kinderen

Westenholte is een wijk in Zwolle en een voormalige buurtschap in de Nederlandse provincie Overijssel.

## Geografie
De plaats ligt op een rivierduin dat is gevormd in het Preboreaal, een etage van het Holoceen. In de wijk zijn er daarom ook hele lichte glooiingen te zien.
Tot aan 1967 was het een dorp in de gemeente Zwollerkerspel. Sindsdien behoort het tot de gemeente Zwolle. Samen met de wijken Stadshagen, Voorst, Spoolde en Frankhuis vormt Westenholte sinds 2012 het Zwolse stadsdeel West. Tot 2009 lag Westenholte nog relatief geïsoleerd in Zwolle en heerste er een dorpse sfeer ('Zwollerkerspelgevoel') en gevoel in de wijk ondanks de relatief nieuwe bebouwing uit de jaren 60, 70 en 80. Met de ingebruikname van de nieuwe N331, de nieuwe fietsbrug over de N331 en de fietstunnel naar Stadshagen ligt Westenholte minder geïsoleerd. Recent is station Zwolle-Stadshagen aangelegd. Ondanks deze veranderingen heerst er nog steeds een dorpsgevoel in Westenholte en inwoners van Westenholte noemen Westenholte dan ook vaak genoeg een dorp.
Op de plek waar tegenwoordig het Stinspark ligt, stond ooit het Kasteel Voorst.

## Bezienswaardigheden
In Westenholte bevinden zich het Stinspark en de Stinskerk van de PKN-gemeente.